# 福岡市立今津小学校

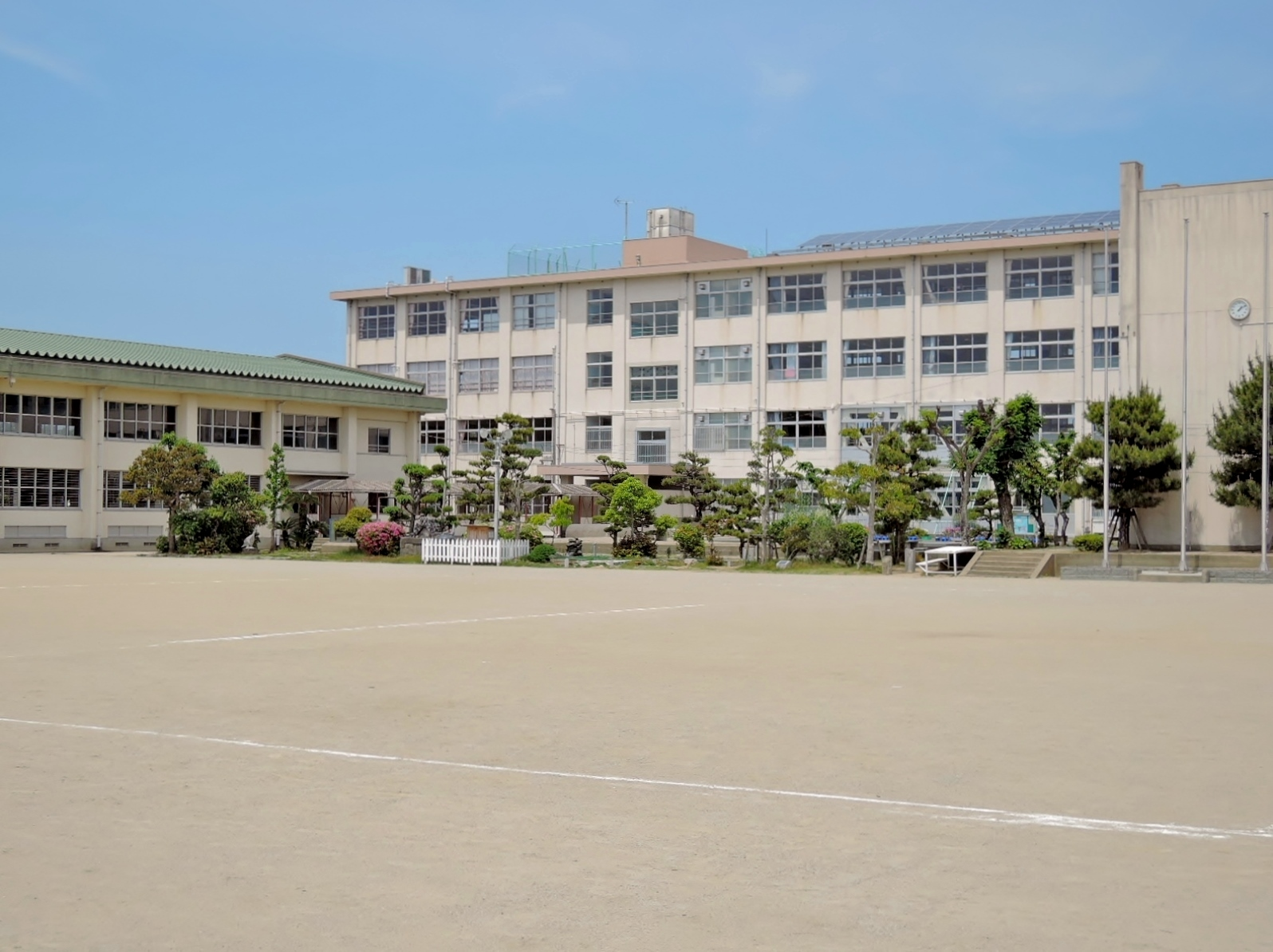
福岡市西区の福岡市立今津小学校

福岡市立今津小学校（ふくおかしりつ いまづしょうがっこう）は、福岡県福岡市西区今津字長浜にある公立小学校。

## 沿革
- 1898年（明治31年） - 怡土、周船寺、今宿、今津、元岡の五ケ村で高等小学校設置
- 1917年（大正6年） - 五ケ村組合高等小学校を廃止し、今津尋常高等小学校と改称
- 1941年（昭和16年） - 国民学校令により、糸島郡今津国民学校と改称
- 1942年（昭和17年） - 今津村の福岡市への編入により、福岡市今津国民学校と改称
- 1947年（昭和22年） - 学制改革により、福岡市立今津小学校と改称

## 通学区域
- 西区今津全域[2]

西区北西部、糸島半島東部の海寄りの一帯。田畑と住宅が点在する。元寇防塁と長浜海岸に近い場所に位置している。
中学校は玄洋中学校の校区。

### 校区が隣接する小学校
- 福岡市立玄洋小学校
- 福岡市立元岡小学校
- 福岡市立北崎小学校

### 校区内の主な施設
- 元寇防塁（今津地区）
- 今津干潟
- 長浜海岸
- 今津運動公園
- 今津福祉村（松濤園・第一野の花学園・福岡視力障害センター）
- 今津保育園
- 今津赤十字病院

## 校歌
『今津の歌』